# غابرييل بيل
غابرييل بيل (بالإنجليزية: Gabrielle Bell)‏ هي فنانة قصص مصورة أمريكية، ولدت في 24 مارس 1976 في لندن في المملكة المتحدة.

## وصلات خارجية
- الموقع الرسمي
- غابرييل بيل على موقع IMDb (الإنجليزية)
- غابرييل بيل على موقع قاعدة بيانات الفيلم (الإنجليزية)